# Михайло Іванович (футболіст)
Миха́йло Іва́нович (серб. Михаило Ивановић; нар. 29 листопада 2004, Новий Сад) — сербський футболіст, нападник англійського клубу «Міллволл» і збірної Сербії.

## Клубна кар'єра

### «Воєводина»
Виступав за молодіжну команду «Крила Кражине», а 2017 року приєднався до академії «Воєводини». У березні 2021 року підписав з клубом свій перший професіональний контракт. 22 травня 2022 року дебютував в основному складі «Воєводини» в матчі сербської Суперліги проти ТСЦ, вийшовши на заміну Велько Симичу.
7 серпня 2022 року на правах оренди перейшов в італійську «Сампдорію» до кінця сезону з опцією викупу. 4 червня 2023 року дебютував за клуб в матчі італійської Серії A проти «Наполі», замінивши Фабіо Квальяреллу.
Після того, як «Сампдорія» не активувала опцію викупу, влітку 2023 року повернувся з оренди, підписавши новий трирічний контракт з «Воєводиною». 3 серпня 2023 року в матчі кваліфікації Ліги конференцій УЄФА проти кіпрського АПОЕЛа дебютував у єврокубках. 29 вересня в поєдинку Суперліги проти белградського ІМТ забив свої перші голи за «Воєводину», відзначившись дублем.
18 квітня 2024 року продовжив контракт з «Воєводиною» до 2017 року.

### «Міллволл»
30 серпня 2024 року перейшов в англійський клуб Чемпіоншипу «Міллволл», підписавши багаторічний контракт, а сума трансферу становила 3,5 млн євро. 21 вересня дебютував за нову команду в матчі Чемпіоншипу проти «Квінз Парк Рейнджерс», вийшовши на заміну Маколею Ленгстаффу. 19 жовтня 2024 року в поєдинку Чемпіоншипу проти «Дербі Каунті» забив свій перший гол за «Міллволл», принісши перемогу команді (1-0).

## Кар'єра в збірній
Виступав за збірні Сербії до 17 і до 18 і до 21 років.
19 серпня 2024 року вперше викликаний до збірної Сербії головним тренером Драганом Стойковичем для участі в матчах Ліги націй УЄФА проти збірних Іспанії та Данії. 18 листопада в поєдинку з Данією дебютував за збірну Сербії, вийшовши на заміну Андрії Живковичу.

## Статистика виступів

### Клубна статистика
Станом на 9 серпня 2025 
| Клуб              | Сезон             | Чемпіонат         | Чемпіонат | Чемпіонат | Кубок | Кубок | Кубок ліги | Кубок ліги | Єврокубки | Єврокубки | Всього | Всього |
| Клуб              | Сезон             | Дивізіон          | Матчі     | Голи      | Матчі | Голи  | Матчі      | Голи       | Матчі     | Голи      | Матчі  | Голи   |
| ----------------- | ----------------- | ----------------- | --------- | --------- | ----- | ----- | ---------- | ---------- | --------- | --------- | ------ | ------ |
| Воєводина         | 2021–22           | Суперліга         | 1         | 0         | 0     | 0     | —          | —          | 0         | 0         | 1      | 0      |
| Воєводина         | 2022–23           | Суперліга         | 0         | 0         | 0     | 0     | —          | —          | —         | —         | 0      | 0      |
| Воєводина         | 2023–24           | Суперліга         | 32        | 9         | 5     | 0     | —          | —          | 1         | 0         | 38     | 9      |
| Воєводина         | 2024–25           | Суперліга         | 5         | 1         | 0     | 0     | —          | —          | 4         | 0         | 9      | 1      |
| Воєводина         | Всього            | Всього            | 38        | 10        | 5     | 0     | —          | —          | 5         | 0         | 48     | 10     |
| → Сампдорія       | 2022–23           | Серія A           | 1         | 0         | 0     | 0     | —          | —          | —         | —         | 1      | 0      |
| Міллволл          | 2024–25           | Чемпіоншип        | 37        | 12        | 3     | 1     | 0          | 0          | —         | —         | 38     | 12     |
| Міллволл          | 2025–26           | Чемпіоншип        | 1         | 0         | 0     | 0     | 0          | 0          | —         | —         | 1      | 0      |
| Міллволл          | Всього            | Всього            | 38        | 12        | 3     | 1     | 0          | 0          | 0         | 0         | 39     | 12     |
| Всього за кар'єру | Всього за кар'єру | Всього за кар'єру | 77        | 22        | 8     | 1     | 0          | 0          | 5         | 0         | 90     | 23     |

1. ↑  Матчі в Лізі конференцій УЄФА
2. ↑  2 матчі в Лізі Європи УЄФА, 2 матчі в Лізі конференцій УЄФА

### Міжнародна статистика
Станом на 18 листопада 2024 
| Збірна            | Сезон             | Товариські | Товариські | Офіційні | Офіційні | Всього | Всього |
| Збірна            | Сезон             | Матчі      | Голи       | Матчі    | Голи     | Матчі  | Голи   |
| ----------------- | ----------------- | ---------- | ---------- | -------- | -------- | ------ | ------ |
| Сербія            |                   |            |            |          |          |        |        |
| 2024              | 0                 | 0          | 1          | 0        | 1        | 0      |        |
| Всього за кар'єру | Всього за кар'єру | 0          | 0          | 1        | 0        | 1      | 0      |

### Матчі за збірну
Станом на 18 листопада 2024 
| Матчі Михайла Івановича за збірну Сербії | Матчі Михайла Івановича за збірну Сербії | Матчі Михайла Івановича за збірну Сербії | Матчі Михайла Івановича за збірну Сербії | Матчі Михайла Івановича за збірну Сербії | Матчі Михайла Івановича за збірну Сербії | Матчі Михайла Івановича за збірну Сербії | Матчі Михайла Івановича за збірну Сербії |
| №                                        | Дата                                     | Суперник                                 | Рахунок                                  | Голи                                     | Картки                                   | Хвилини                                  | Змагання                                 |
| ---------------------------------------- | ---------------------------------------- | ---------------------------------------- | ---------------------------------------- | ---------------------------------------- | ---------------------------------------- | ---------------------------------------- | ---------------------------------------- |
| 1                                        | 18 листопада 2024                        | Данія                                    | 0–0                                      |                                          |                                          | 8'                                       | Ліга націй УЄФА 2024–25 (А)              |

Всього: 1 матч / 0 голів; 0 перемог, 1 нічия, 0 поразок.